# 現代の名工
現代の名工（げんだいのめいこう）とは、卓越した技能者表彰制度に基づき、厚生労働大臣によって表彰された卓越した技能者（卓越技能者）の通称である。

## 概要
卓越した技能者表彰制度は、技能者の地位と技能水準の向上を図るために、昭和42年（1967年）度に設けられたもので、毎年約150名（平成7年（1995年）度までは毎年約100名）が表彰されており、表彰者の総数は4,000名を上回る。
表彰の対象となるのは、金属加工、機械器具組立・修理、衣服の仕立、大工などの職業を分類した全20部門の技能者である。表彰を受ける者は、都道府県知事や事業者団体などの推薦を受けた候補者の中から、技能者表彰審査委員の意見を聴いた上で、厚生労働大臣によって決定される。二親等以内の親族関係にないなどの条件を満たせば、一般の者も候補者を推薦することができる。平成16年（2004年）度までは、満35歳以上でなければ推薦を受けることができなかったが、平成17年（2005年）度からは年齢制限が撤廃されている。
表彰を受けた者には、表彰状、卓越技能章（楯と徽章）、褒賞金（10万円）が授与される。

## 著名な受賞者
| 回 | 年度               | 氏名       | 備考                                         |
| -- | ------------------ | ---------- | -------------------------------------------- |
| 11 | 昭和52年（1977年） | 金城次郎   | 壺屋焼き陶芸家（1985年人間国宝に認定される） |
| 11 | 昭和52年（1977年） | 細野博吉   | 帆布製品職人                                 |
| 21 | 昭和62年（1987年） | 陳建民     | 中華料理                                     |
| 23 | 平成元年（1989年） | 伊藤久徳   | 将棋駒師                                     |
| 24 | 平成2年（1990年）  | 鈴木良二   | 金属加工                                     |
| 25 | 平成3年（1991年）  | 小林英夫   | 江戸切り子                                   |
| 26 | 平成4年（1992年）  | 福永守     | 装蹄師                                       |
| 28 | 平成6年（1994年）  | 稲嶺盛吉   | ガラス吹工（琉球ガラス）                     |
| 29 | 平成7年（1995年）  | 秋山眞和   | 染織家                                       |
| 32 | 平成10年（1998年） | 山本清一   | 瓦職人                                       |
| 32 | 平成10年（1998年） | 辻宏       | パイプオルガン製作者                         |
| 32 | 平成10年（1998年） | 坪田信義   | グラブ (野球)                                |
| 33 | 平成11年（1999年） | 平岡宏歸   | 作庭家                                       |
| 33 | 平成11年（1999年） | 安田貞男   | 蕎麦職人                                     |
| 35 | 平成13年（2001年） | 市田ひろみ | 着付け                                       |
| 35 | 平成13年（2001年） | 野村清宝   | 彫刻家                                       |
| 35 | 平成13年（2001年） | 安藤桂甫   | 雛人形作家                                   |
| 35 | 平成13年（2001年） | 中居清     | 南部杜氏                                     |
| 35 | 平成13年（2001年） | 吉田宏     | 人形師                                       |
| 37 | 平成15年（2003年） | 善本秀作   | 彫刻家                                       |
| 37 | 平成15年（2003年） | 竹中清八   | 木版画職人                                   |
| 37 | 平成15年（2003年） | 河野道一   | 甲州水晶貴石細工 伝統工芸士                  |
| 38 | 平成16年（2004年） | 四家井弘行 | 彫刻家                                       |
| 38 | 平成16年（2004年） | 三村仁司   | 靴職人                                       |
| 38 | 平成16年（2004年） | 吉田菊次郎 | パティシエ                                   |
| 39 | 平成17年（2005年） | 道場六三郎 | 日本料理                                     |
| 39 | 平成17年（2005年） | 小野二郎   | 寿司職人                                     |
| 39 | 平成17年（2005年） | 矢入一男   | アコースティックギター製造                   |
| 39 | 平成17年（2005年） | 海老名和明 | 美術品梱包輸送                               |
| 40 | 平成18年（2006年） | 農口尚彦   | 杜氏                                         |
| 40 | 平成18年（2006年） | 田中トシオ | 理容師                                       |
| 41 | 平成19年（2007年） | 三國清三   | フランス料理                                 |
| 41 | 平成19年（2007年） | 間宮壽石   | 篆刻家                                       |
| 41 | 平成19年（2007年） | 小飼一至   | ソムリエ                                     |
| 42 | 平成20年（2008年） | 田崎真也   | ソムリエ                                     |
| 42 | 平成20年（2008年） | 岸久       | バーテンダー                                 |
| 42 | 平成20年（2008年） | 陳建一     | 中華料理                                     |
| 43 | 平成21年（2009年） | 坂井宏行   | フランス料理                                 |
| 43 | 平成21年（2009年） | 山下征夫   | 中華料理                                     |
| 44 | 平成22年（2010年） | 河内國平   | 刀匠                                         |
| 45 | 平成23年（2011年） | 渡辺一也   | バーテンダー                                 |
| 46 | 平成24年（2012年） | 村田吉弘   | 日本料理                                     |
| 46 | 平成24年（2012年） | 河田勝彦   | パティシエ                                   |
| 48 | 平成26年（2014年） | 玉屋庄兵衛 | からくり人形師                               |
| 51 | 平成29年（2017年） | 山口浩     | フランス料理                                 |
| 53 | 令和元年（2019年） | 髙木二郎   | 日本料理                                     |
| 53 | 令和元年（2019年） | 森田一夫   | 寿司職人                                     |
| 54 | 令和2年（2020年）  | 井山計一   | バーテンダー（国内最高齢現役バーテンダー）   |
| 56 | 令和4年（2022年）  | 浅岡肇     | 独立時計師                                   |
| 56 | 令和4年（2022年）  | 小玉紫泉   | 西陣織伝統工芸士                             |
| 58 | 令和6年（2024年）  | 片山次朗   | ウォッチビルダー                             |